# Heiligen-Geist-Hospital (Wismar)

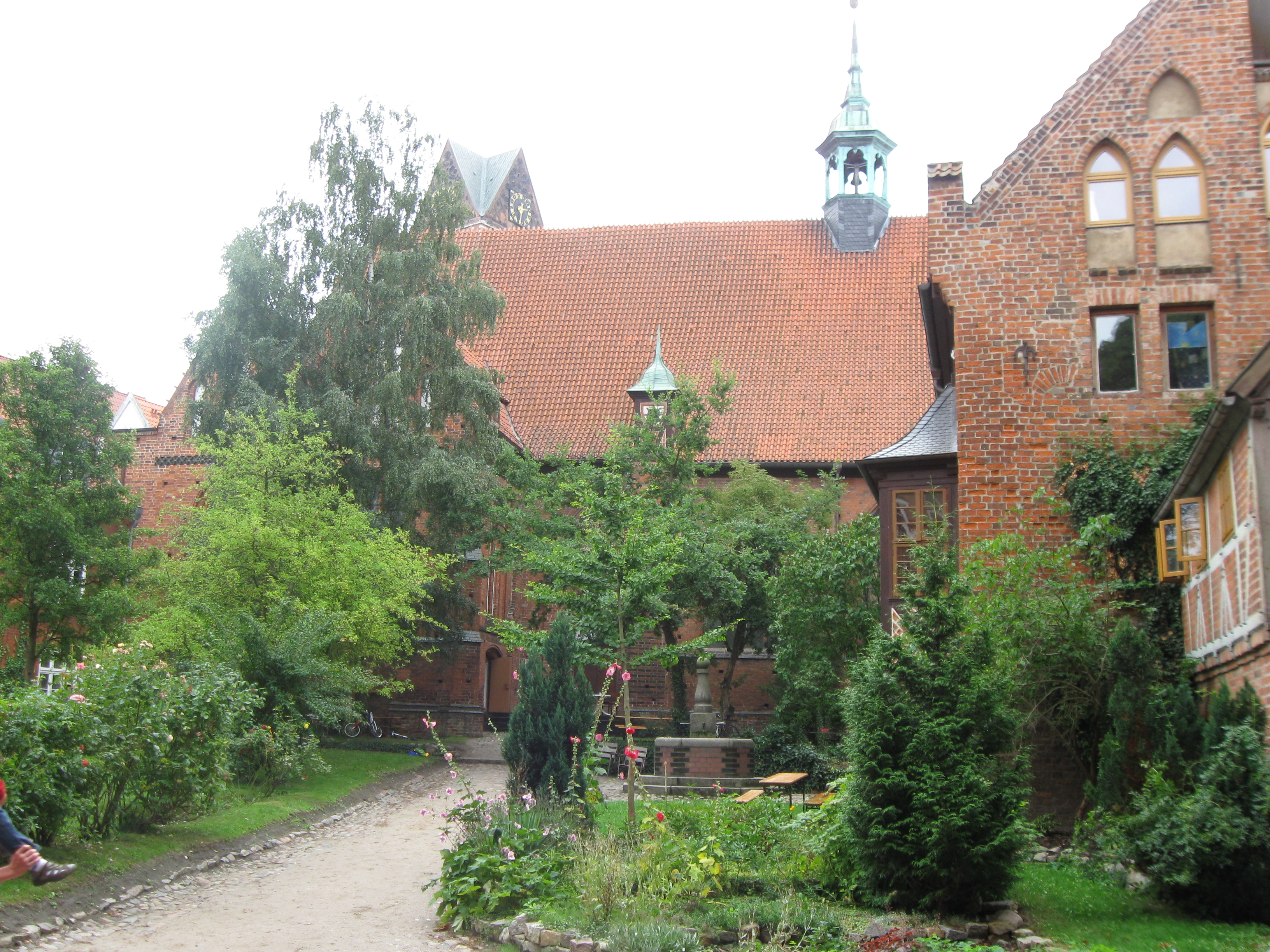
Der Hof des Heiligen-Geist-Hospitals in Wismar

Das Heiligen-Geist-Hospital (auch Heiligengeisthospital) in Wismar wurde um 1250 als Armen- und Krankenhaus gegründet. Mit der Genehmigung zur Abhaltung von Gottesdiensten und der Einrichtung eines Kirchhofes im Jahr 1255 wurde ein frühgotischer erster Kirchenbau begonnen, dessen Reste im nordöstlichen Mauerabschnitt der jetzigen Hospitalkirche noch erhalten sind.
1323 wurde das Hospital unter päpstlichen Schutz gestellt und mit dem Bau der heutigen Kirche begonnen. Der Hauptaltar wurde 1326 durch Marquard von Jossow, den Bischof von Ratzeburg, geweiht. 1411 wurde an der westlichen Nordwand der Kirche ein Siechenhaus angebaut, das bis in die Reformationszeit zum Kirchenraum hin offen war, damit die Kranken den Gottesdienst miterleben konnten. Ein Gewölbekeller unter der westlichen Hälfte der Kirche diente der Aufbewahrung von Lebensmitteln aus den landwirtschaftlichen Gütern des Hospitals.
In der zweiten Hälfte des 16. Jahrhunderts wurde die Krankenfürsorge in das durch die Reformation frei gewordene Dominikanerkloster verlegt. Im Siechenhaus entstanden kleine Wohnungen.
In der ZDF-Serie SOKO Wismar wird als Zugang zum Polizeirevier die Hofeinfahrt zum Heiligen-Geist-Hospital gezeigt.